# Rupert Bunny

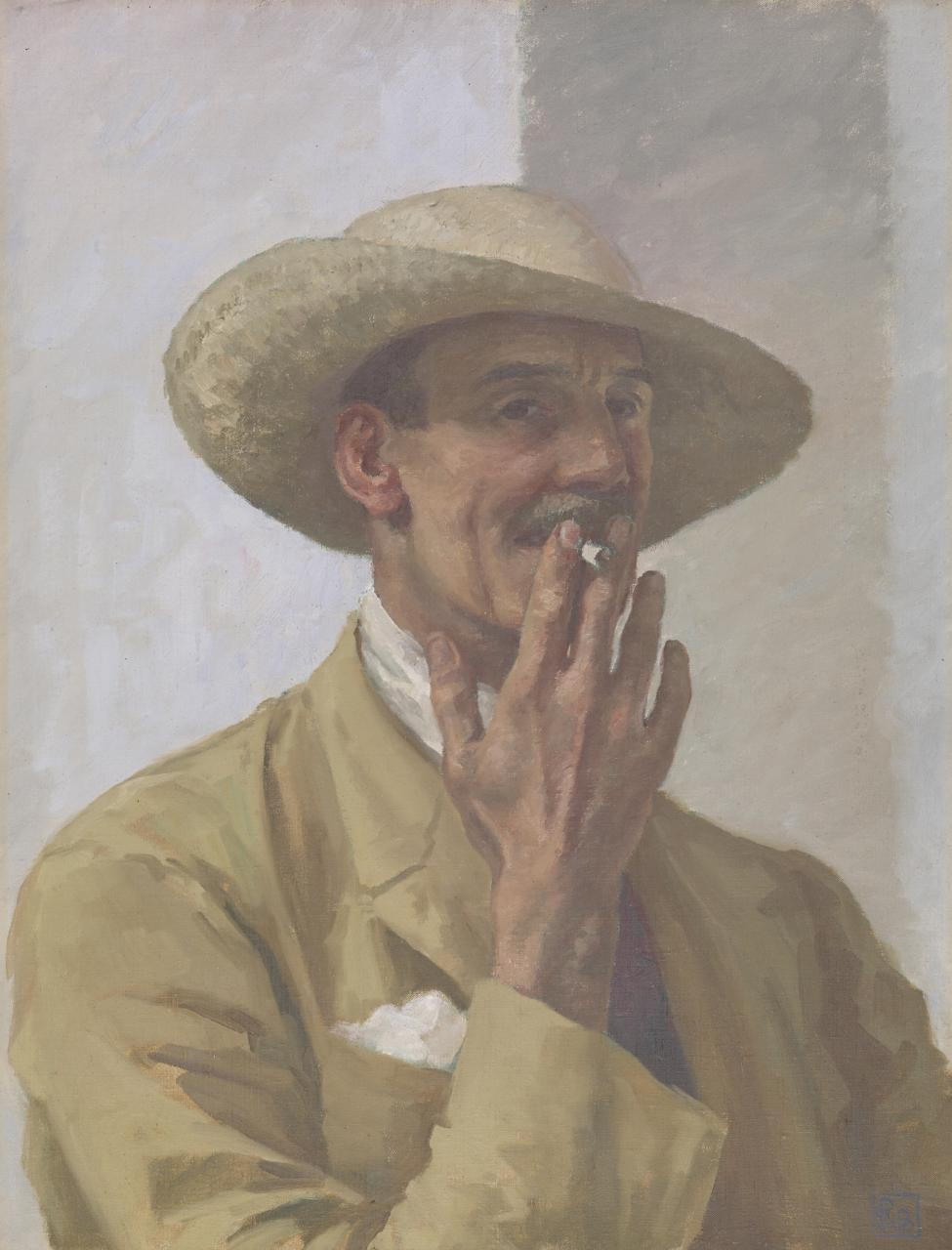
Rupert Bunny: Selbstporträt, 1920.

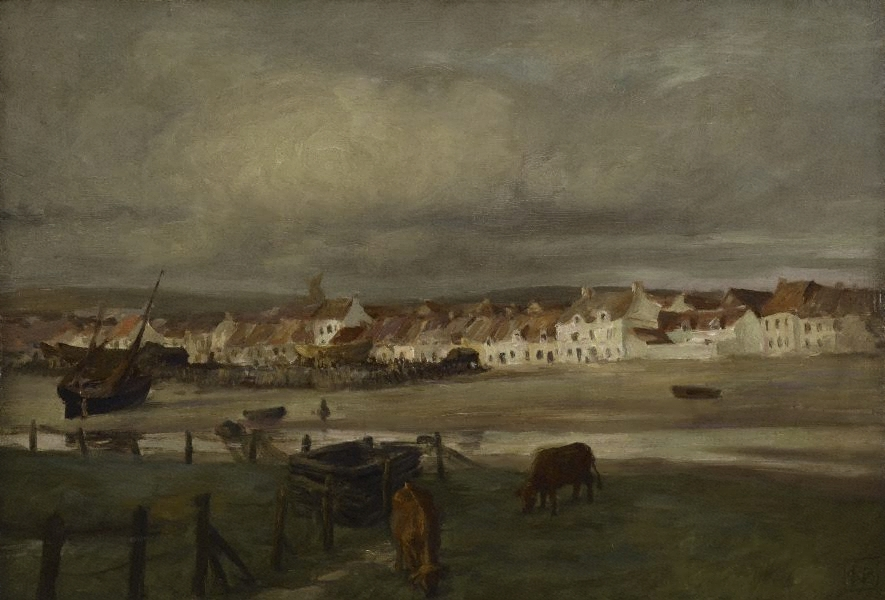
Étaples, 1902.

Rupert Charles Wulsten Bunny (* 29. September 1864 in Melbourne; † 25. Mai 1947 ebenda) war ein anglo-australischer Maler, der lange Jahre in Frankreich lebte und arbeitete. Er war Mitglied der Künstlerkolonie von Étaples.

## Leben
Rupert Bunny wurde 1864 in St Kilda, Melbourne, als dritter Sohn des britischen Rechtsanwalts Brice Frederick Bunny und dessen deutscher Frau Marie Hedwig Dorothea geb. Wulsten geboren. Bunny wuchs in wohlhabenden Verhältnissen auf und verbrachte seine Kindheit zum Teil in Europa, wo er fließend Englisch, Französisch und Deutsch lernte.

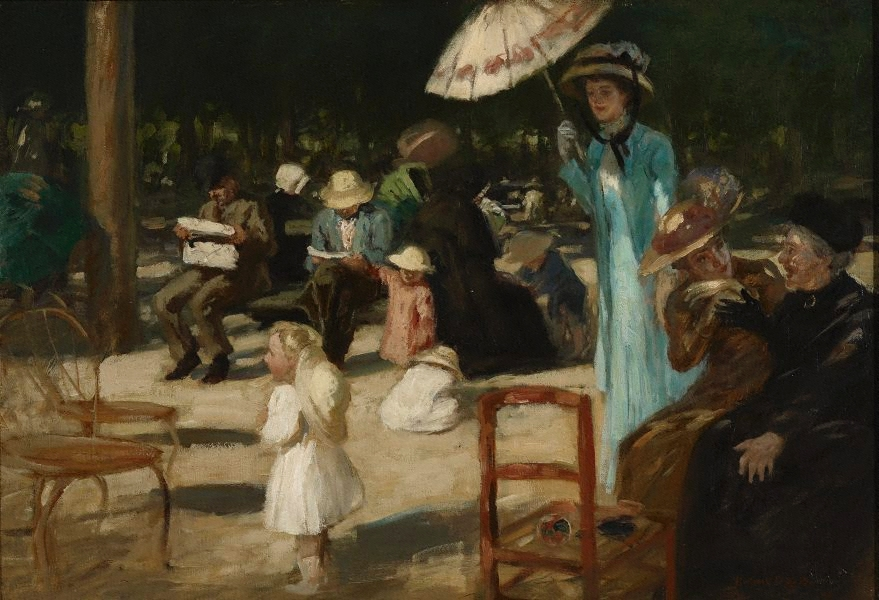
Im Jardin Du Luxembourg (Paris), 1909.

Rupert Bunny erhielt seine Ausbildung an der Alma Road Grammar School in St Kilda, der Hutchins School in Hobart sowie in Deutschland und der Schweiz. 1881 schrieb er sich an der Universität Melbourne ein, um Ingenieurwesen zu studieren, brach dieses Studium jedoch ab, um eine künstlerische Laufbahn einzuschlagen. Nach anfänglichen Studien an der National Gallery of Victoria Art School unter O. R. Campbell und G. F. Folingsby zog Bunny 1884 nach London, wo er an P. H. Calderons Kunstschule studierte. Zwei Jahre später setzte er seine Ausbildung in Paris bei Jean-Paul Laurens fort.

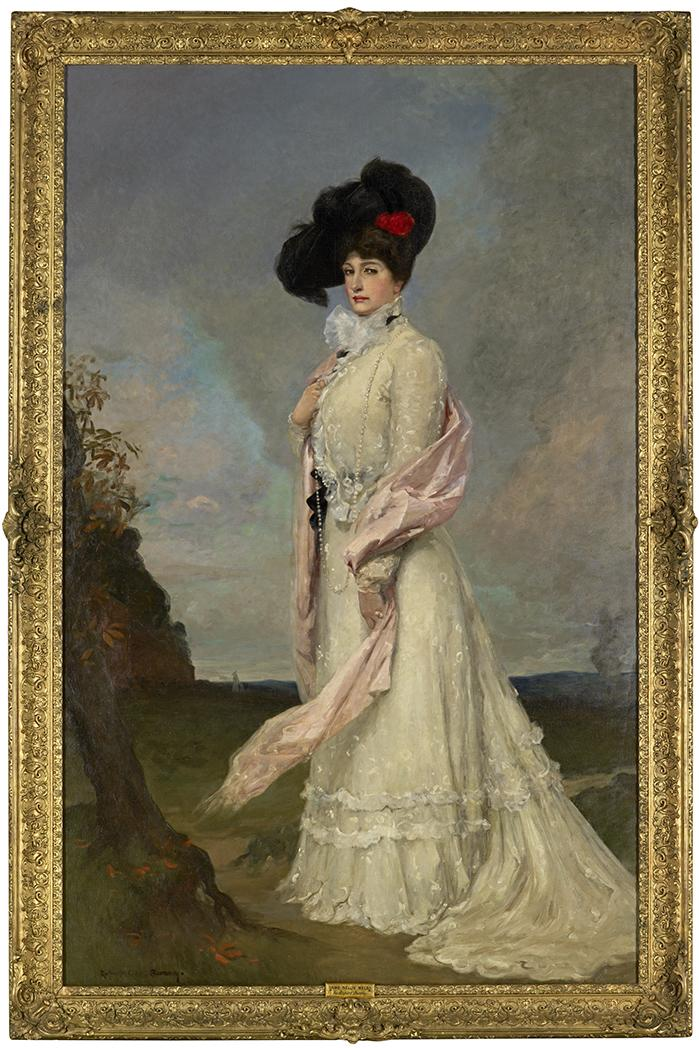
Nellie Melba, ca.1902. National Gallery of Victoria, Melbourne

Rupert Bunny stellte ab 1888 regelmäßig im Salon de la Société des Artistes Français aus und war der erste australische Maler, der dort eine Mention honorable erhielt. Er stellte zudem in renommierten britischen Institutionen wie der Royal Academy und der Royal Society of British Artists aus. Im Jahr 1900 wurde Rupert Bunny auf der Pariser Weltausstellung eine Bronzemedaille verliehen. 1901 wechselte er vom Pariser Old Salon zur Société Nationale des Beaux-Arts, was mit einer bedeutenden stilistischen Veränderung in seiner Kunst einherging. Rupert Bunny wandte sich von großformatigen, idealisierten Kompositionen zu Themen aus der Bibel und der klassischen Mythologie ab und konzentrierte sich auf Porträts, Frauenbilder und Landschaften. Seine Porträts von Musikern, darunter die berühmte australische Sängerin Nellie Melba, spiegelten sein Interesse an Musik wider.

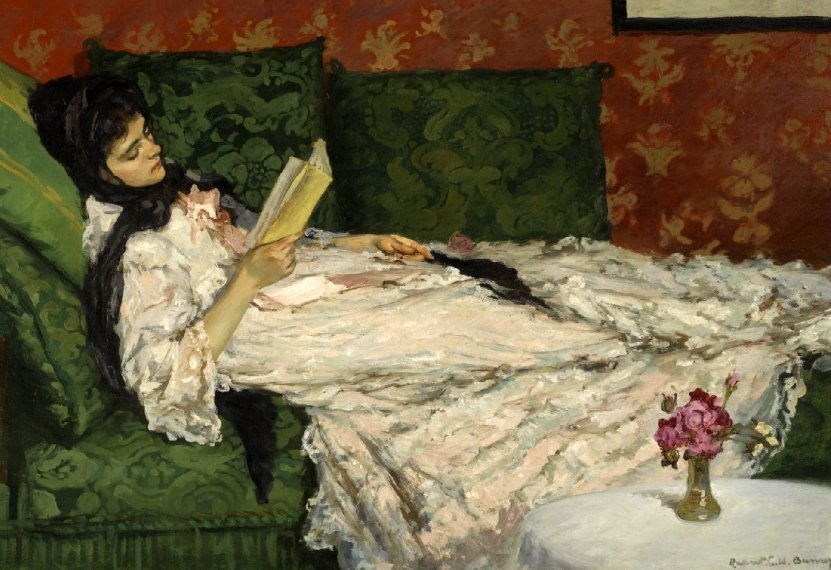
Jeanne lesend

Im Jahr 1902 heiratete Rupert Bunny in Paris Jeanne Heloise Morel, eine frühere Mitschülerin und sein bevorzugtes Modell. Seine Werke wurden in dieser Zeit zunehmend von französischen Einflüssen geprägt. Einige seiner bekanntesten Arbeiten aus dieser Periode, wie „Après le Bain“, wurden von der französischen Regierung angekauft. 1911 kehrte Rupert Bunny nach Australien zurück, wo er erfolgreiche Ausstellungen in Melbourne und Sydney abhielt. Nach seiner Rückkehr nach Paris im Jahr 1912 und den Erschütterungen des Ersten Weltkriegs wandte sich Rupert Bunny erneut der Mythologie zu und schuf eine Serie dekorativer Kompositionen, die zu seinen besten Werken zählen. In den 1920er Jahren beeinflussten verschiedene Stile wie die griechische Kunst, Art Nouveau und Fauvismus seine Arbeiten.
In den 1920er Jahren stellte Rupert Bunny sowohl in Paris als auch in Australien aus. Nach dem Tod seiner Frau 1933 und wirtschaftlichen Schwierigkeiten kehrte er nach Melbourne zurück. Dort war er unter anderem Gründungsmitglied der Contemporary Art Society und stellte regelmäßig in den Macquarie Galleries in Sydney aus. In seinen letzten Jahren widmete sich Rupert Bunny verstärkt der Musik und komponierte mehrere Ballette. 1946 ehrte die National Gallery of Victoria ihn mit einer großen Retrospektive, die erste dieser Art für einen lebenden australischen Maler.
Rupert Bunny starb am 25. Mai 1947 in Melbourne. Sein Werk, das von großformatigen Kompositionen bis hin zu intimen, dekorativen Szenen reicht, ist in vielen bedeutenden Galerien vertreten, darunter die National Gallery of Victoria, die sein Selbstporträt und das Porträt seiner Frau beherbergt.

## Ausstellungen (Auswahl)
- 2002: Parallel visions : Works from the Australian collection. Rupert Bunny, E. Phillips Fox, Hans Heysen, Elioth Gruner. Art Gallery of New South Wales, Sydney 2002
- 2009/2010: Rupert Bunny. Art Gallery of NSW, 21. November 2009 – 21. Februar 2010; The Ian Potter Centre, 26. März – 4. Juli 2010; Art Gallery of South Australia, Adelaide, 23. Juli – 4. Oktober 2010 Sydney: Art Gallery of New South Wales